# L'Instant présent
Pour plus de détails, voir Fiche technique et Distribution.
L'Instant présent est un film français réalisé par Florian Hessique et sorti en 2021.

## Synopsis
Après une chute de cheval qui l'a plongé dans le coma durant près de dix années, Joshua revient aux écuries. Accueilli par Mario et Alice, il ne reconnaît rien ni personne. Cependant, ces derniers vont tout tenter pour faire renaître quelques souvenirs dans la tête de celui dont ils ont été si proches, mais qui, aujourd'hui, semble être un parfait étranger.

## Fiche technique
- Titre original : L'Instant présent
- Réalisation : Florian Hessique
- Scénario : Florian Hessique
- Décors : Lucie Bernard
- Costumes : Lucile Leidier
- Photographie : Antoine Sorin
- Montage :
- Casting : Paul Michineau
- Musique : Raphaël Dargent
- Producteur :
- Société de production : FH Production
- Société de distribution : Panoceanic Films
- Pays d'origine :  France
- Langue originale : français
- Format : couleur
- Genre : Drame
- Durée : 83 minutes
- Dates de sortie :
  - France : 9 juin 2021

## Distribution
- Alice Raucoules : Alice
- Florian Hessique : Joshua
- Martin Lamotte : Mario